# Condensare Claisen
Condensarea Claisen este o reacție de condensare prin care se formează legături carbon-carbon, ce are loc între doi esteri sau un ester și un alt compus carbonilic în prezența unei baze tari. Din această reacție se poate obține un β-ceto ester sau o β-dicetonă. A fost denumită după Rainer Ludwig Claisen, care a descris pentru prima dată reacția în 1887.